# 本扬·沃拉吉内阁
本扬·沃拉吉内阁是2002年至2006年的老挝内阁。

## 简介
2002年4月9日，以本扬·沃拉吉为总理的老挝新一届政府组成。主要成员有：
- 总理：本扬·沃拉吉（BOUNGNANG VORACHITH）
- 副总理：阿桑·劳里（ASANG LAOLY）
- 副总理兼国家计划合作委员会主任：通伦·西苏里（THONGLOUN SISOULITH）
- 副总理兼外交部部长：宋沙瓦·凌沙瓦（SOMSAVAT LENGSAVAD）
- 国防部部长：隆再·皮吉（DOUANGDCHAY PHICHIT）
- 财政部部长：苏甘·马哈拉（SOUKANE MAHALATH）
- 教育部部长：披马逊·琅坎玛（PHIMMASONE LUANGKHAMMA）
- 劳动社会福利部部长：宋潘·平坎米（SOMPHANH PHENGKHAMMY）
- 贸易部部长：富米·提帕汶（PHOUMY THIPPAVONE）
- 交通运输邮电建设部部长：布通·冯罗坎（BOUATHONGVONGLOKHAM）
- 国家银行行长：占西·普西坎（CHANSY PHOSIKHAM）
- 工业手工业部部长：苏里冯·达拉冯（SOULIVONGDARAVONG）
- 公安部部长：苏再·塔马西（SOUTCHAY THAMMASITH）
- 新闻文化部部长：潘隆吉·冯沙（PHANDOUANGCHIT VONGSA）
- 农业与林业部部长：宪·沙旁通（SIENESAPHANGTHONG）
- 卫生部部长：本梅·达拉洛（PONEMEK DARALOY）
- 司法部部长：坎温·布法（KHAMOUANE BOUPHA）[1]

另有：
- 主席府部长、办公厅主任：苏班·沙立提腊（SOUBANH SARITHIRATH）
- 总理府部长：
  - 本滇·披沙迈（BOUNTHIEM PHITSAMAY）
  - 苏立·南塔冯（SOULI NANTHAVONG）
  - 赛胜利·丁布列智（SATSENGLY TENGBLIACHUE）
  - 宋蓬·蒙昆维莱（SOMPHONG MONGKONVILAY）[1]